# Lilla kretsloppet

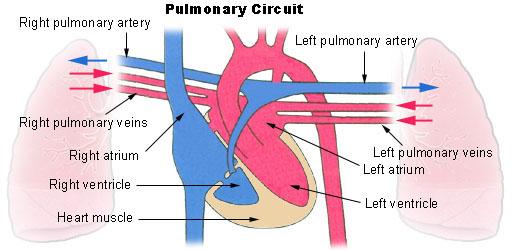
Lilla kretsloppet

Lilla blodomloppet, även lungkretsloppet, är den del av hjärt- och kärlsystemet där gasutbytet i blodet sker. 
Stora blodomloppet förser kroppen med syre och näring. 
Lilla blodomloppet går mellan hjärtat och lungorna. Blodet lämnar koldioxid och annat avfall genom lungartärerna i lungorna och tar upp syre och genom lungvenerna skickar syrerikt blod till hjärtat.
Hjärtats högra kammare pumpar syrefattigt blod till lungorna genom lungartärstammen som förgrenas till de vänstra och högra lungartärerna som transporterar blod till varsin lunga. I lungorna tar de röda blodkropparna i blodet med sig syre och gör sig samtidigt av med koldioxid som blodet har tagit med sig från kroppens organ. Det syresatta blodet går tillbaka genom lungvenerna till hjärtats vänstra förmak och fortsätter sedan till vänster kammare och vidare genom stora kretsloppet.
Blodet går alltså genom hjärtat två gånger. En gång genom vänster hjärthalva på väg ut i kroppen genom stora kretsloppet och en gång genom höger hjärthalva på väg till lungorna i lilla kretsloppet. I det stora kretsloppet fraktas också de vita blodkropparna.
Tekniskt sett pumpar hjärtat ut syrefattigt och koldioxidrikt blod till lungorna. Där avlägsnas koldioxid, syre tillförs och blodet förs tillbaka till hjärtats vänstra del för vidare transport ut i kroppen. 